# Theresa Saldana
Theresa Saldana (20 de agosto de 1954-6 de junio de 2016) fue una actriz estadounidense de origen puertorriqueño, reconocida por interpretar los roles de Rachel Scali en la serie de televisión The Commish, de Lenora LaMotta en Raging Bull y de Rhiana Hidalgo en The Evil That Men Do. Emprendió una campaña para incentivar la conciencia pública después de sobrevivir a un intento de asesinato por parte de un fanático obsesionado en 1982. La actriz falleció en 2016 a causa de una neumonía.

## Filmografía

### Cine
| Año  | Título                 | Papel                  | Notas            |
| ---- | ---------------------- | ---------------------- | ---------------- |
| 1978 | I Wanna Hold Your Hand | Grace Corrigan         |                  |
| 1978 | Nunzio                 | Maryann                |                  |
| 1980 | Home Movies            | Judy                   |                  |
| 1980 | Defiance               | Marsha                 |                  |
| 1980 | Raging Bull            | Lenora LaMotta         |                  |
| 1984 | The Evil That Men Do   | Rhiana Hidalgo / Nancy |                  |
| 1988 | The Night Before       | Rhonda                 |                  |
| 1988 | Double Revenge         | Angie Corello          |                  |
| 1989 | Of Men and Angels      | Maria                  |                  |
| 1990 | Angel Town             | Maria Ordonez          |                  |
| 1999 | Carlo's Wake           | Theresa Brock          |                  |
| 2004 | Gang Warz              | Carmela Cruz           |                  |
| 2004 | Illusion Infinity      | Maria                  | Última aparición |

### Televisión
| Año       | Título                                         | Papel             | Notas        |
| --------- | ---------------------------------------------- | ----------------- | ------------ |
| 1979      | 240-Robert                                     | Rosie             | 1 episodio   |
| 1980      | Sophia Loren: Her Own Story                    | Maria Scicolone   | Telefilme    |
| 1981      | Nurse                                          | Rita              | 1 episodio   |
| 1983      | Seven Brides for Seven Brothers                | Angelina          | 1 episodio   |
| 1983      | T. J. Hooker                                   | Maria Santini     | 1 episodio   |
| 1983      | American Playhouse                             |                   | 1 episodio   |
| 1984      | Victims for Victims: The Theresa Saldana Story | Ella misma        | Telefilme    |
| 1985      | The Twilight Zone                              | Inez              | 1 episodio   |
| 1985      | Cagney & Lacey                                 | Dra. Strathmore   | 1 episodio   |
| 1986      | Simon & Simon                                  | Sra. Karnofsky    | 1 episodio   |
| 1986      | Matlock                                        | Sonia Cardenas    | 1 episodio   |
| 1986      | Tales from the Darkside                        | Audrey Webster    | 1 episodio   |
| 1987      | Hunter                                         | Jennifer Hartman  | 1 episodio   |
| 1987      | Santa Barbara                                  | Carlotta Quivar   | 2 episodios  |
| 1987      | CBS Schoolbreak Special                        | Laura Chacon      | 1 episodio   |
| 1987      | The Highwayman                                 | Angela Brown      | Telefilme    |
| 1988      | Buck James                                     | Marta Ortiz       | 1 episodio   |
| 1988      | Falcon Crest                                   |                   | 1 episodio   |
| 1990      | MacGyver                                       | Maria             | 1 episodio   |
| 1990      | New Kids on the Block                          | Rosa              | 15 episodios |
| 1991-1996 | The Commish                                    | Rachel Scali      | 92 episodios |
| 1991      | Confessions of Crime                           | Ella misma        | 13 episodios |
| 1993      | Shameful Secrets                               | Rachel Morales    | Telefilme    |
| 1994      | Captain Planet and the Planeteers              | Mame Slaughter    | 1 episodio   |
| 1995      | Law & Order                                    | Juror             | 1 episodio   |
| 1995      | Jonny Quest vs. The Cyber Insects              | Dra. Eve Belage   | Telefilme    |
| 1996      | She Woke Up Pregnant                           | Doris Cantore     | Telefilme    |
| 1996-1997 | The Real Adventures of Jhonny Quest            | Estella Velasquez | 2 episodios  |
| 1997      | Diagnosis: Murder                              | Kirsten Foxx      | 1 episodio   |
| 1997      | Nothing Sacred                                 | Paula             | 2 episodios  |
| 1997      | All My Children                                | Christina Vargas  | Telefilme    |
| 1998      | Martial Law                                    | Maria Hamilton    | 1 episodio   |
| 1999      | Thrill Seekers                                 | Cortez            | Telefilme    |
| 2000      | Ready to Run                                   | Sonja Ortiz       | Telefilme    |
| 2001      | Batman Beyond                                  | Madre             | 1 episodio   |
| 2003      | The Bernie Mac Show                            | Lydia             | 1 episodio   |